# Шипоши
Шипоши (укр. Шипоші) — село, Балаклеевский сельский совет, Великобагачанский район, Полтавская область, Украина.
Код КОАТУУ — 5320280604. Население по переписи 2001 года составляло 8 человек.

## Географическое положение
Село Шипоши находится на расстоянии до 1 км от сёл Писаревщина и Вышари.